# Lóvua
Lóvua – miasto w Angoli, w prowincji Lunda Północna.